# 리프트 (기업)
리프트(Lyft)는 미국 캘리포니아주 샌프란시스코에 본사를 둔 승차 공유 서비스 기업이다. 리프트는 2012년 6월 짐라이드(Zimride)라는 이름으로 설립되어, 2013년 5월 현재의 이름인 리프트로 사명을 변경하였다. 리프트는 뉴욕, 샌프란시스코, 로스앤젤레스 등을 포함한 북미 지역 300여개의 도시에서 하루에 100만건 이상의 승차 공유 서비스를 제공하고 있다. 북미 지역에서 주요 경쟁자인 우버와 함께 승차 공유 서비스 시장을 선도하는 기업이다.

## 같이 보기
- 승차 공유 서비스
- 우버